# Comuna Nereju, Vrancea
Nereju este o comună în județul Vrancea, Moldova, România, formată din satele Brădăcești, Chiricani, Nereju (reședința), Nereju Mic și Sahastru.

## Așezare

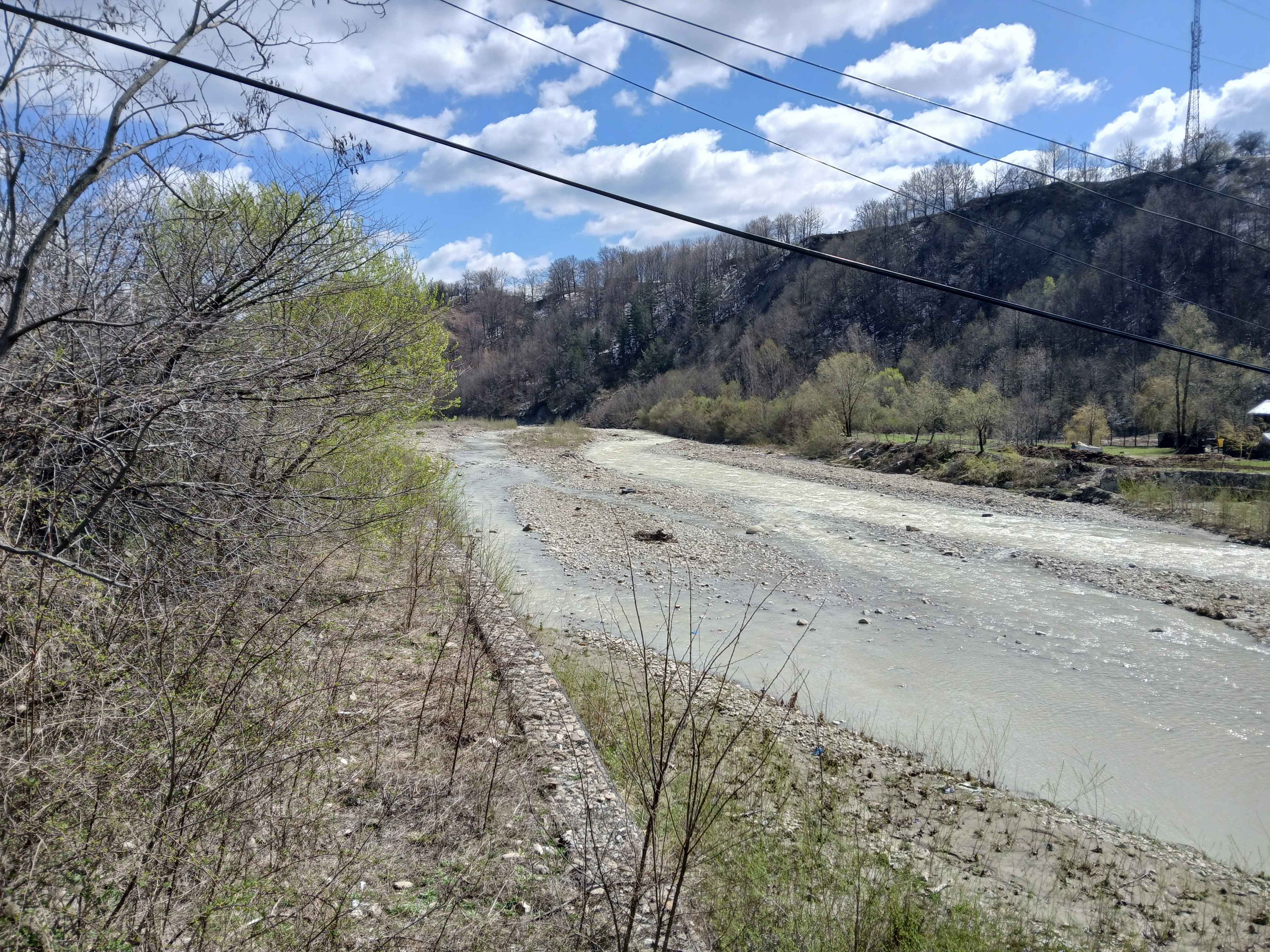
Râul Zăbala la Nereju

Comuna se află în zona montană din vestul județului, la limita cu județele Buzău și Covasna, pe valea râului Zăbala. Satele Nereju,  Nereju Mic și Brădăcești se află de-a lungul Zăbalei, în timp ce Chiricani și Sahastru sunt situate pe dealurile și văile din jur.

## Transport
Comuna este deservită de șoseaua județeană DJ205D, care o leagă spre nord de Spulber, Paltin, Năruja și Valea Sării (unde se termină în DN2D), precum și de șoseaua națională DN2M, care o leagă spre est de Andreiașu de Jos, Mera, Broșteni, Odobești și Focșani (unde se termină în același DN2D). Drumul DJ205D a fost îmbunătățit în 2016; reședința de județ Focșani se află la câțiva 75 km (47 mi) de-a lungul acestui traseu.

## Demografie
Componența etnică a comunei Nereju
     Români (96,7%)
     Alte etnii (3,3%)
Componența confesională a comunei Nereju
     Ortodocși (96,25%)
     Alte religii (0,33%)
     Necunoscută (3,42%)

Conform recensământului efectuat în 2021, populația comunei Nereju se ridică la 4.240 de locuitori, în creștere față de recensământul anterior din 2011, când fuseseră înregistrați 4.187 de locuitori. Majoritatea locuitorilor sunt români (96,7%). Din punct de vedere confesional, majoritatea locuitorilor sunt ortodocși (96,25%), iar pentru 3,42% nu se cunoaște apartenența confesională.

## Istorie
La sfârșitul secolului al XIX-lea, comuna făcea parte din plaiul Vrancea al județului Putna și avea în compunere satele Nereju Mare și Nereju Mic cu 1498 de locuitori. În comună funcționau două biserici și o școală mixtă cu 34 de elevi.
În anii 1859-1860, comuna avea o populație de 1271 de locuitori. În anul 1888, comuna înregistrează o creștere semnificativă și avea o populație de 1191 de locuitori.
În anul 1912, satul Nereju Mare avea o populație de 998 de locuitori, iar satul Nereju Mic – 745.
Anuarul Socec din 1925 consemnează comuna în aceeași structură și în aceeași plasă, cu 1670 de locuitori. În anul 1930, satul Nereju Mare avea o populație de 1.806 de locuitori, iar Nereju Mic – 839.
În 1939, apar pe teritoriul comunei, și satele Brădăcești, Chiricani și Sahastru (la început, ca fiind niște cătune mici). Primul volum al cărții Nerej, un sat dintr-o regiune arhaică, consemnează satul Brădăcești cu 20 de locuitori, iar satele Chiricani și Sahastru, cu 65 respectiv 50 de locuitori.
În 1950, comuna a trecut în administrația raionului Năruja din regiunea Putna și doi ani mai târziu în cea a raionului Focșani din regiunea Bârlad și apoi (după 1956) din regiunea Galați.
În anul 1968, comuna a fost transferată la județul Vrancea în structura actuală. Tot atunci satul Nereju Mare a primit denumirea de Nereju.

## Monumente istorice

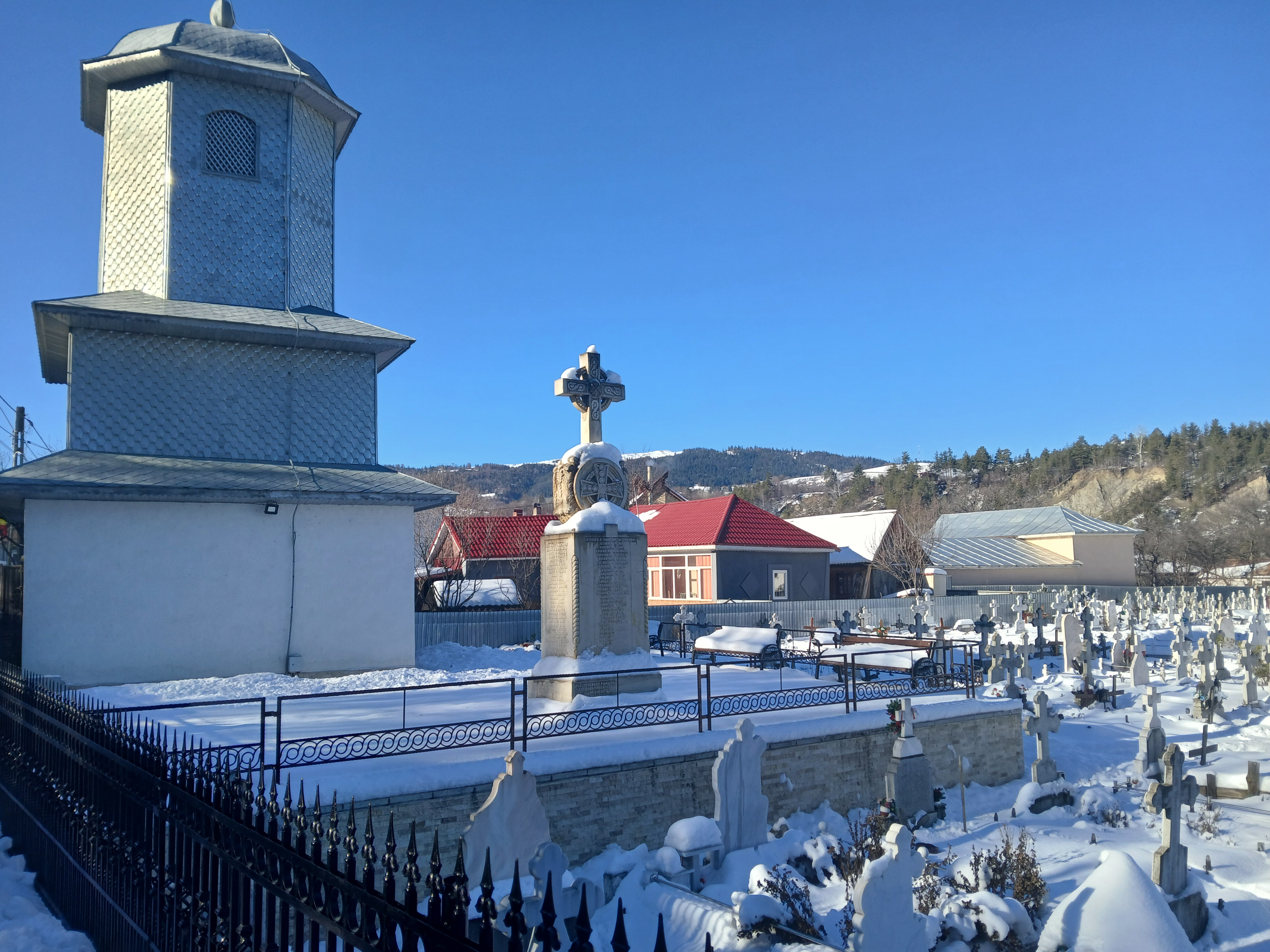
Monumentul istoric al eroilor din comună, căzuți pe frontul de luptă, în Primul Război Mondial, monument istoric de interes local din comuna Nereju

Singurul obiectiv din comuna Nereju inclus în lista monumentelor istorice din județul Vrancea ca monument de interes local este monumentul eroilor din Primul Război Mondial, aflat în incinta bisericii. Acesta este clasificat ca monument memorial sau funerar și a fost construit în 1940.

## Obiective turistice

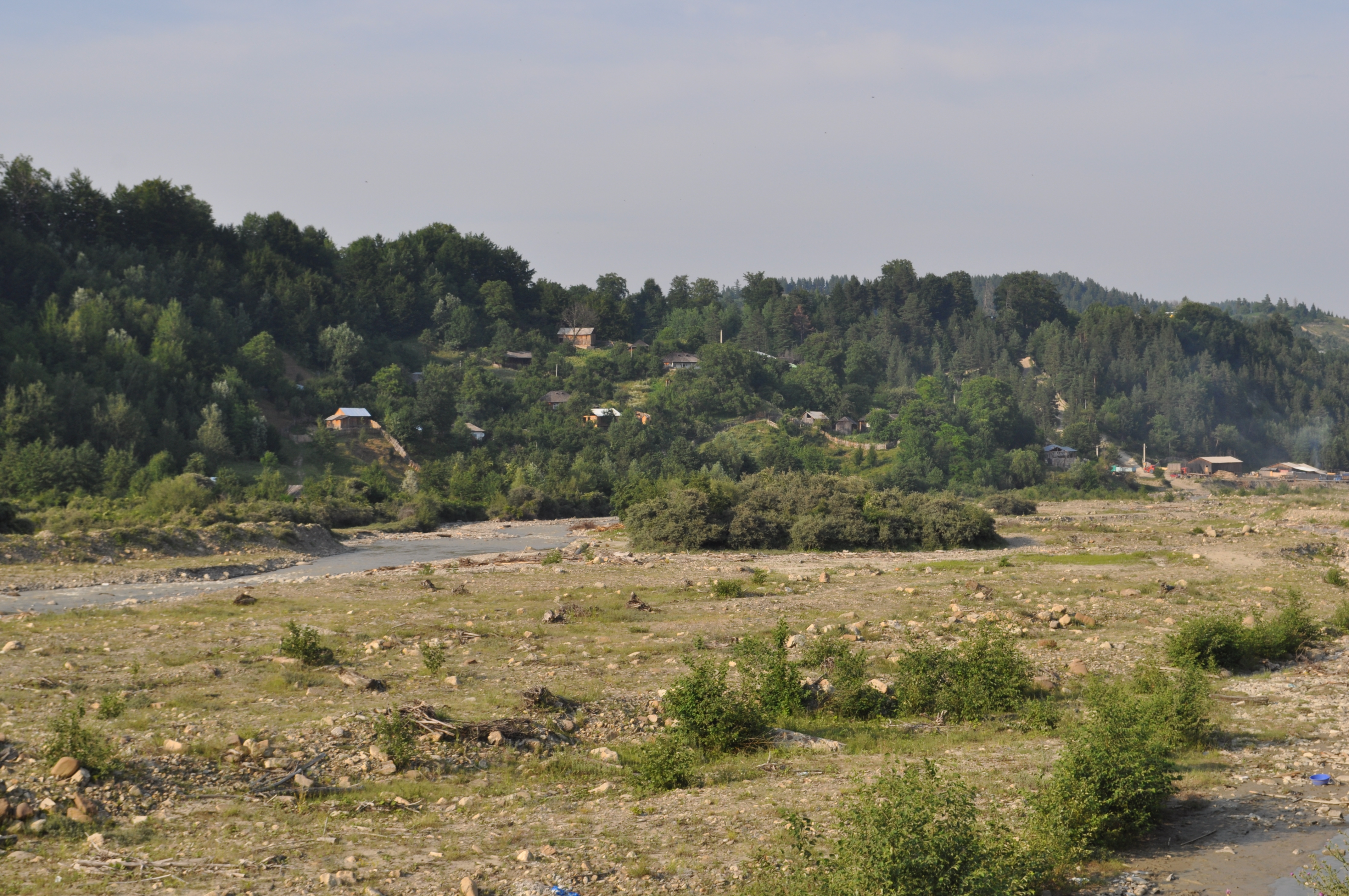
Căldările Zăbalei

Comuna este deservită de 5 obiective turistice. Prima este Lacul Negru, un lac natural care a fost format în anul 2005. Adâncimea acestui lac este de 10 m (33 ft) și este situat la o distanță de 1.350 m (4.430 ft). Următoarele două sunt zonele montane Dealul Neagru și Lapoș, cu o altitudine de 1.400 m (4.600 ft). De asemenea, comuna este deservită de Căldările Zăbalei, o zonă protejată de-a lungul cursului râului Zăbala.

## Tradiții și obiceiuri

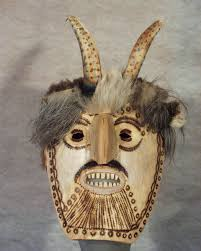
Mască tradițională

În comună, există o tradiție din perioada precreștină, numită Chipărușul, care constă în confecționarea măștilor tradiționale. Legenda spune că această tradiție consta într-un dans realizat în fața casei unei persoane moarte din localitate, iar oamenii își puneau măști pe față pentru a înveseli familia celui ce a murit. Ansamblul Folcloric Chipărușul a fost înființat de către Neacșu Păun.

## Politică și administrație
Comuna Nereju este administrată de un primar și un consiliu local compus din 13 consilieri. Primarul, Radu-Teodor Beteringhe[*], de la Partidul Social Democrat, este în funcție din 1 noiembrie 2024. Începând cu alegerile locale din 2024, consiliul local are următoarea componență pe partide politice:
|  | Partid                          | Consilieri | Componența Consiliului | Componența Consiliului | Componența Consiliului | Componența Consiliului | Componența Consiliului | Componența Consiliului | Componența Consiliului |
|  | ------------------------------- | ---------- | ---------------------- | ---------------------- | ---------------------- | ---------------------- | ---------------------- | ---------------------- | ---------------------- |
|  | Partidul Social Democrat        | 7          |                        |                        |                        |                        |                        |                        |                        |
|  | Partidul Național Liberal       | 5          |                        |                        |                        |                        |                        |                        |                        |
|  | Alianța pentru Unirea Românilor | 1          |                        |                        |                        |                        |                        |                        |                        |

## Personalități născute aici
- Ion Macovei (1885-1950) - inginer, om politic